# Afrixalus schneideri
Afrixalus schneideri là một loài ếch thuộc họ Hyperoliidae.
Đây là loài đặc hữu của Cameroon.